# Systemakkreditierung
Systemakkreditierung ist ein Begriff aus dem Kontext der Akkreditierung von Hochschulen; gleichbedeutend oder unklar abgegrenzt wird auch von Prozessakkreditierung gesprochen.
Unter Systemakkreditierung wird in Deutschland ein Verfahren zur Akkreditierung von Studiengängen an Hochschulen verstanden, bei dem eine Akkreditierungsagentur nicht die zu akkreditierenden Studiengänge (Programmakkreditierung) begutachtet, sondern stattdessen das Qualitätssicherungssystem einer Hochschule. Dahinter steht die Erwartung, dass ein leistungsfähiges Qualitätssicherungssystem die Gewähr dafür bietet, dass alle im Rahmen dieses Systems eingerichteten Studiengänge den Anforderungen der Programmakkreditierung genügen. Es handelt sich insofern um ein indirektes System der Akkreditierung.

## Entstehung und Entwicklung der Systemakkreditierung
Wesentlicher Impuls für die Entstehung der Idee einer Systemakkreditierung war die verbreitete Unzufriedenheit mit Verfahren der (Programm-)Akkreditierung von Studiengängen, z. B. hinsichtlich
- der direkten und indirekten Kosten (Kosten für Agenturen, Bindung von Personen und Ressourcen in den Hochschulen durch vielfach langwierige und aufwändige Verfahren),
- des Missverhältnisses zwischen der hohen Zahl zu akkreditierender Studiengänge und der verfügbaren „Akkreditierungskapazität“ der sechs zugelassenen Agenturen („Akkreditierungsstau“),
- des Nutzens fortgesetzter Programmakkreditierungen in Hochschulen bzw. Fachbereichen, die bereits einen oder mehrere Studiengangsakkreditierungen durchlaufen haben und
- des Problems einer angemessenen Erfassung und Berücksichtigung institutioneller Aspekte durch wechselnde Gutachtergruppen, deren Begutachtungsauftrag jeweils auf einzelne Programme fokussiert ist.

Kritik an den Verfahren der Programmakkreditierung verdichtete sich mit dem Fortschreiten des Umstellungsprozesses. Ein erstes, als Pilotversuch angelegtes Verfahren der Prozessakkreditierung wurde in Anbindung an das „Projekt Qualitätssicherung“ der Hochschulrektorenkonferenz (HRK) durchgeführt. Beteiligt waren die Universitäten Bayreuth und Bremen, die Fachhochschulen Erfurt und Münster sowie die Akkreditierungsagentur ACQUIN. Die Finanzierung dieses Projekts durch das Bundesministerium für Bildung und Forschung BMBF unterstreicht die damit verbundene Intention der institutionellen Weiterentwicklung des Akkreditierungssystems.
Auf einer Abschlusskonferenz im Oktober 2006 wurden Ergebnisse aus den sehr unterschiedlich angelegten und verlaufenen Pilothochschulen vorgestellt. Die dort vorgetragenen institutionellen Folgerungen hinsichtlich der Möglichkeit einer Ablösung der Programmakkreditierungen waren sehr zurückhaltend.
Ein weiteres Modellprojekt zur Systemakkreditierung fand an der Johannes Gutenberg-Universität Mainz (JGU) in den Jahren 2006–2008 statt. Das Projekt wurde u. a. von einem Beirat aus externen Experten aus dem Bereich Akkreditierung und Qualitätssicherung an Hochschulen, dem Ministerium für Bildung, Wissenschaft, Jugend und Kultur sowie der Akkreditierungsagentur ACQUIN begleitet. Seit dem 28. März 2011 hat die JGU bundesweit als erste Hochschule ein offizielles Akkreditierungssiegel für ihr funktionierendes Qualitätssicherungssystem erhalten.
Beratungen und Beschlüsse von Akkreditierungsrat, HRK und Kultusministerkonferenz (KMK) im ersten Halbjahr 2007 eröffneten den weiteren Weg hin zur Systemakkreditierung. Beauftragt von der KMK legte der Akkreditierungsrat am 8. Oktober 2007 eine erste Fassung von Kriterien der Systemakkreditierung sowie von Verfahrensregularien vor. Diese gaben Anstoß zu weiteren Diskussionen, die insbesondere zu einer erneuten Beratung und Beschlussfassung der KMK im Dezember 2007 führten, die wiederum Anlass zu einer Modifikation der Beschlüsse des Akkreditierungsrates gaben. Die zweite Fassung der Vorgaben des Akkreditierungsrates zur Systemakkreditierung wurde am 29. Februar 2008 beschlossen.

## Kriterien und Verfahren der Systemakkreditierung
Regulierungsbehörde in Akkreditierungsangelegenheiten von Studiengängen an Hochschulen ist der Akkreditierungsrat. Dieser hat Beschlüsse zu Kriterien und zu Verfahren der Systemakkreditierung gefasst, die über seine Website zugänglich sind.
Das Verfahren der Systemakkreditierung überträgt in der Industrie bekannte Verfahren des Qualitätsmanagements auf die Hochschulen. Kennzeichnend für diese Herangehensweise ist die Fokussierung auf Prozesse der Produktion bestimmter Produkte oder Dienstleistungen (in diesem Fall wohl: wissenschaftlicher Qualifikation), die insbesondere
- umfassend und vollständig zu dokumentieren,
- hinsichtlich ihrer Leistungsfähigkeit zu überprüfen und
- ggf. zu verbessern sind.

Gegenstand der Systemakkreditierung sind diese Strukturen der Qualitätssicherung, die hinsichtlich ihrer Leistungsfähigkeit zu bewerten sind. Hinsichtlich der genauen Kriterien der Leistungsfähigkeit besteht bisher keine hinreichende Klarheit, als explizit und unbedingt zu erfüllen müssen sicherlich die insbesondere durch Gesetze und KMK-Beschlüsse definierten Anforderungen an zu akkreditierende Studiengänge gelten, zur Verunklarung tragen jedoch einerseits Akkreditierungsrat und -agenturen, die als eine Art „Quasi-Behörden“ in einem Graubereich unklarer Legitimation eigentätig normsetzend wirken, andererseits die in hohem Maße idiosynkratischen, von personeller Zusammensetzung der Gutachtergruppe und kontingentem Begutachtungsverlauf abhängigen Ergebnisse der Begutachtung bei.
Über die Begutachtung des Qualitätssicherungssystems hinaus sind außerdem exemplarisch bestimmte strukturelle Merkmale der Studiengänge (Merkmalsstichprobe) sowie beispielhaft ausgewählte Studienprogramme (Programmstichprobe) in die Systemakkreditierung einzubeziehen. Überdies ist vor der Zulassung einer Hochschule zur Systemakkreditierung eine Mindestzahl an Programmen in Verfahren der Programmakkreditierung zu akkreditieren.
Diese Beschlüsse zur Systemakkreditierung haben Anlass zu Diskussionen insbesondere der konkreten Anforderungen an Qualitätssicherungssysteme und der Ausgestaltung von Verfahren der Systemakkreditierung gegeben. Umstritten ist auch, ob angesichts der umfassenden Anforderungen, insb. der weiterhin vorgeschriebenen hohen Anteile an Programmakkreditierungen das ursprünglich verfolgte Ziel der Entlastung der Hochschulen von aufwändigen Verfahren überhaupt erreicht werden kann.

## Systemakkreditierte Hochschulen (Stand: 1. August 2025)
_ rot hervorgehoben: laufendes Verfahren, Akkreditierung verlängert bis zur Entscheidung des Akkreditierungsrates
| Name | akkreditiert seit | akkreditiert bis | Begutachtung bei Erstakkreditierung durch 1 | Anmerkungen                                                                  |
| --- | ----------------- | ---------------- | ------------------------------------------- | ---------------------------------------------------------------------------- |
| accadis Hochschule Bad Homburg                                                                             | 28. Nov. 2014     | 31. März 2029    | FIBAA                                       |                                                                              |
| AKAD Hochschule Stuttgart – staatlich anerkannt                                                            | 1. Juli 2021      | 30. Juni 2029    | AHPGS                                       |                                                                              |
| Albert-Ludwigs-Universität Freiburg im Breisgau                                                            | 30. März 2020     | 30. Sep. 2026    | ZEvA                                        |                                                                              |
| bbw Hochschule                                                                                             | 14. Apr. 2015     | 31. März 2030    | FIBAA                                       |                                                                              |
| Carl von Ossietzky Universität Oldenburg                                                                   | 1. Okt. 2023      | 30. Sep. 2031    | ACQUIN                                      |                                                                              |
| CBS University of Applied Sciences                                                                         | 1. Apr. 2023      | 31. März 2031    | FIBAA                                       | vormals: CBS International Business School                                   |
| Charité – Universitätsmedizin Berlin                                                                       | 30. Sep. 2015     | 30. Sep. 2029    | AHPGS                                       |                                                                              |
| Christian-Albrechts-Universität zu Kiel                                                                    | 7. März 2016      | 30. Sep. 2030    | evalag                                      |                                                                              |
| Deutsche Sporthochschule Köln                                                                              | 14. Sep. 2015     | 30. Sep. 2029    | AQAS                                        |                                                                              |
| Deutsche Hochschule für Gesundheit und Sport                                                               | 11. Sep. 2015     | 30. Sep. 2029    | FIBAA                                       | Begutachtung bei Reakkreditierung durch ACQUIN (ab 1. Okt. 2021)             |
| Duale Hochschule Baden-Württemberg                                                                         | 13. Dez. 2011     | 30. Sep. 2026    | ZEvA                                        |                                                                              |
| Eberhard Karls Universität Tübingen                                                                        | 30. Sep. 2014     | 30. Sep. 2028    | ACQUIN                                      |                                                                              |
| Europa-Universität Viadrina Frankfurt (Oder)                                                               | 28. März 2017     | 30. Sep. 2031    | ACQUIN                                      |                                                                              |
| Europäische Fernhochschule Hamburg                                                                         | 1. Okt. 2023      | 30. Sep. 2031    | FIBAA                                       |                                                                              |
| Fachhochschule Aachen                                                                                      | 1. Okt. 2021      | 30. Sep. 2029    | AQAS                                        |                                                                              |
| Fachhochschule der Wirtschaft                                                                              | 4. Dez. 2018      | 30. Sep. 2025    | FIBAA                                       |                                                                              |
| Fachhochschule des Mittelstands (FHM)                                                                      | 9. Juli 2019      | 31. Aug. 2025    | FIBAA                                       |                                                                              |
| Fachhochschule Kiel                                                                                        | 27. Nov. 2013     | 30. Sep. 2028    | AQ Austria                                  |                                                                              |
| Fachhochschule Münster                                                                                     | 22. Nov. 2011     | 30. Sep. 2026    | AQAS                                        | Begutachtung bei Reakkreditierung durch Akkreditierungsrat (ab 1. Okt. 2018) |
| FOM Hochschule für Oekonomie & Management – University of Applied Sciences                                 | 19. Jan. 2012     | 30. Sep. 2027    | FIBAA                                       |                                                                              |
| Frankfurt School of Finance & Management                                                                   | 6. Juli 2015      | 30. Sep. 2029    | FIBAA                                       |                                                                              |
| Freie Universität Berlin                                                                                   | 31. Mai 2016      | 30. Sep. 2030    | AQAS                                        |                                                                              |
| Friedrich-Alexander-Universität Erlangen-Nürnberg                                                          | 9. Mai 2016       | 30. Sep. 2030    | AQAS                                        |                                                                              |
| Friedrich-Schiller-Universität Jena                                                                        | 31. März 2015     | 30. Sep. 2029    | ACQUIN                                      |                                                                              |
| Gottfried Wilhelm Leibniz Universität Hannover                                                             | 26. Sep. 2017     | 30. Sep. 2031    | ACQUIN                                      |                                                                              |
| Hochschule Aalen – Technik und Wirtschaft                                                                  | 10. März 2015     | 30. Sep. 2029    | AQAS                                        | Begutachtung bei Reakkreditierung durch evalag (ab 1. Okt. 2021)             |
| Hochschule Albstadt-Sigmaringen                                                                            | 19. März 2018     | 30. Sep. 2024    | AQAS                                        |                                                                              |
| Hochschule Anhalt – Anhalt University of Applied Sciences                                                  | 1. Apr. 2022      | 31. März 2030    | ASIIN                                       |                                                                              |
| Hochschule Bielefeld – University of Applied Sciences and Arts (HSBI)                                      | 14. Sep. 2015     | 30. Sep. 2029    | AQAS                                        | vormals: Fachhochschule Bielefeld                                            |
| Hochschule Bremen                                                                                          | 27. Mai 2019      | 30. Sep. 2025    | AQAS                                        |                                                                              |
| Hochschule Darmstadt                                                                                       | 29. Sep. 2020     | 30. Sep. 2026    | ACQUIN                                      |                                                                              |
| Hochschule der Medien Stuttgart                                                                            | 26. Juni 2013     | 30. Sep. 2029    | ACQUIN                                      |                                                                              |
| Hochschule Fresenius                                                                                       | 31. März 2015     | 30. Sep. 2029    | ACQUIN                                      |                                                                              |
| Hochschule für angewandte Wissenschaften Augsburg – University of Applied Sciences                         | 24. Sep. 2021     | 30. Sep. 2027    | evalag                                      |                                                                              |
| Hochschule für Angewandte Wissenschaften Hamburg                                                           | 7. Mai 2018       | 30. Sep. 2032    | AQAS                                        |                                                                              |
| Hochschule für Angewandte Wissenschaften Hof                                                               | 30. Sep. 2014     | 30. Sep. 2029    | ACQUIN                                      |                                                                              |
| Hochschule für angewandte Wissenschaften Kempten                                                           | 12. Dez. 2019     | 30. Sep. 2025    | FIBAA                                       |                                                                              |
| Hochschule für angewandte Wissenschaften Neu-Ulm                                                           | 1. Apr. 2023      | 31. März 2031    | ZEvA                                        |                                                                              |
| Hochschule für angewandtes Management                                                                      | 11. Sep. 2015     | 30. Sep. 2029    | FIBAA                                       |                                                                              |
| Hochschule für Forstwirtschaft Rottenburg                                                                  | 30. März 2020     | 31. März 2026    | ZEvA                                        |                                                                              |
| Hochschule für Musik Franz Liszt Weimar                                                                    | 1. Okt. 2022      | 30. Sep. 2030    | ACQUIN                                      |                                                                              |
| Hochschule für Musik Nürnberg                                                                              | 1. Okt. 2023      | 30. Sep. 2031    | ACQUIN                                      |                                                                              |
| Hochschule für Musik und Theater Hamburg                                                                   | 7. Nov. 2017      | 30. Sep. 2024    | ZEvA                                        |                                                                              |
| Hochschule für Musik und Theater München                                                                   | 8. Nov. 2022      | 30. Sep. 2029    | ZEvA                                        |                                                                              |
| Hochschule für Musik Würzburg                                                                              | 1. Okt. 2022      | 30. Sep. 2030    | ACQUIN                                      |                                                                              |
| Hochschule für Technik und Wirtschaft Berlin                                                               | 5. Mai 2014       | 30. Sep. 2029    | AQAS                                        |                                                                              |
| Hochschule für Technik und Wirtschaft Dresden                                                              | 22. Nov. 2016     | 31. Aug. 2031    | ZEvA                                        |                                                                              |
| Hochschule für Technik, Wirtschaft und Kultur Leipzig                                                      | 1. Apr. 2021      | 31. März 2029    | ZEvA                                        |                                                                              |
| Hochschule für Technik, Wirtschaft und Medien Offenburg                                                    | 3. Dez. 2015      | 30. Sep. 2029    | ASIIN                                       | Begutachtung bei Reakkreditierung durch evalag (ab 1. Okt. 2021)             |
| Hochschule für Wirtschaft und Recht Berlin                                                                 | 1. Apr. 2023      | 31. März 2031    | ZEvA                                        |                                                                              |
| Hochschule für Wirtschaft und Umwelt Nürtingen-Geislingen                                                  | 13. Nov. 2013     | 30. Sep. 2029    | AQAS                                        | Begutachtung bei Reakkreditierung durch evalag (ab 1. Okt. 2021)             |
| Hochschule Furtwangen – Informatik, Technik, Wirtschaft, Medien, Gesundheit                                | 28. März 2013     | 30. Sep. 2029    | ACQUIN                                      | Begutachtung bei Reakkreditierung durch evalag (ab 1. Okt. 2021)             |
| Hochschule Harz, Hochschule für angewandte Wissenschaften                                                  | 1. Okt. 2021      | 30. Sep. 2029    | keine Angabe                                |                                                                              |
| Hochschule Kaiserslautern (University of Applied Sciences)                                                 | 28. März 2017     | 30. Sep. 2031    | ACQUIN                                      |                                                                              |
| Hochschule Karlsruhe – Technik und Wirtschaft                                                              | 29. Aug. 2016     | 30. Sep. 2030    | AQAS                                        |                                                                              |
| Hochschule Macromedia für angewandte Wissenschaften                                                        | 9. Juli 2019      | 30. Sep. 2025    | ZEvA                                        |                                                                              |
| Hochschule Magdeburg-Stendal                                                                               | 1. Apr. 2024      | 30. Sep. 2032    | evalag                                      |                                                                              |
| Hochschule Mainz                                                                                           | 1. März 2023      | 28. Feb. 2031    | AQAS                                        |                                                                              |
| Hochschule Mittweida, University of Applied Sciences                                                       | 1. Okt. 2022      | 30. Sep. 2030    | ASIIN                                       |                                                                              |
| Hochschule Niederrhein                                                                                     | 1. Okt. 2024      | 30. Sep. 2032    | ZEvA                                        |                                                                              |
| Hochschule Ravensburg-Weingarten                                                                           | 22. Nov. 2016     | 30. Sep. 2031    | ZEvA                                        |                                                                              |
| Hochschule Reutlingen                                                                                      | 15. Nov. 2013     | 31. März 2028    | FIBAA                                       |                                                                              |
| Hochschule RheinMain, RheinMain University of Applied Sciences Wiesbaden, Rüsselsheim                      | 1. Okt. 2022      | 30. Sep. 2030    | evalag                                      |                                                                              |
| Hochschule Schmalkalden                                                                                    | 26. März 2018     | 30. Sep. 2032    | ACQUIN                                      |                                                                              |
| Hochschule Trier – Trier University of Applied Sciences                                                    | 6. Okt. 2017      | 30. Sep. 2031    | evalag                                      |                                                                              |
| Hochschule Wismar – University of Applied Sciences: Technology, Business and Design                        | 20. Nov. 2018     | 30. Sep. 2026    | ZEvA                                        |                                                                              |
| Hochschule Worms, University of Applied Sciences                                                           | 12. März 2018     | 30. Sep. 2032    | evalag                                      |                                                                              |
| Hochschule Zittau/Görlitz                                                                                  | 11. Okt. 2019     | 30. Sep. 2026    | ASIIN                                       |                                                                              |
| HSBA Hamburg School of Business Administration                                                             | 20. Juli 2018     | 30. Sep. 2032    | FIBAA                                       |                                                                              |
| HSD Hochschule Döpfer                                                                                      | 1. März 2021      | 28. Feb. 2029    | ZEvA                                        |                                                                              |
| IU Internationale Hochschule                                                                               | 4. Dez. 2018      | 30. Sep. 2025    | FIBAA                                       |                                                                              |
| Johann Wolfgang Goethe-Universität, Frankfurt am Main                                                      | 31. März 2016     | 30. Sep. 2030    | ACQUIN                                      |                                                                              |
| Johannes Gutenberg-Universität Mainz                                                                       | 28. März 2011     | 30. Sep. 2028    | ACQUIN                                      |                                                                              |
| Julius-Maximilians-Universität Würzburg                                                                    | 19. März 2018     | 30. Sep. 2024    | AQAS                                        |                                                                              |
| Karlshochschule International University                                                                   | 14. Apr. 2015     | 31. März 2030    | FIBAA                                       |                                                                              |
| Karlsruher Institut für Technologie                                                                        | 14. Mai 2014      | 30. Sep. 2028    | aaq                                         | Begutachtung bei Reakkreditierung durch evalag (ab 1. Okt. 2020)             |
| Katholische Hochschule Freiburg, staatlich anerkannte Hochschule – Catholic University of Applied Sciences | 30. Sep. 2015     | 30. Sep. 2029    | AHPGS                                       |                                                                              |
| Katholische Universität Eichstätt – Ingolstadt                                                             | 1. Apr. 2022      | 31. März 2030    | AQAS                                        |                                                                              |
| Leuphana Universität Lüneburg                                                                              | 30. Sep. 2014     | 30. Sep. 2028    | ACQUIN                                      |                                                                              |
| Nordakademie – Staatlich anerkannte private Fachhochschule mit dualen Studiengängen                        | 30. Mai 2012      | 30. Sep. 2026    | FIBAA                                       |                                                                              |
| Ostbayerische Technische Hochschule Amberg-Weiden                                                          | 28. März 2017     | 30. Sep. 2031    | ACQUIN                                      |                                                                              |
| Ostbayerische Technische Hochschule Regensburg                                                             | 4. Sep. 2017      | 30. Sep. 2031    | AQAS                                        |                                                                              |
| Otto-Friedrich-Universität Bamberg                                                                         | 18. Juni 2018     | 30. Sep. 2032    | ACQUIN                                      |                                                                              |
| Otto-von-Guericke-Universität Magdeburg                                                                    | 8. Juli 2019      | 30. Sep. 2025    | evalag                                      |                                                                              |
| Pädagogische Hochschule Heidelberg                                                                         | 1. Apr. 2022      | 31. März 2030    | ZEvA                                        |                                                                              |
| Pädagogische Hochschule Karlsruhe                                                                          | 1. Okt. 2020      | 30. Sep. 2028    | ZEvA                                        |                                                                              |
| Pädagogische Hochschule Ludwigsburg                                                                        | 27. März 2018     | 30. Sep. 2032    | ACQUIN                                      |                                                                              |
| Pädagogische Hochschule Weingarten                                                                         | 14. Feb. 2018     | 30. Sep. 2024    | AHPGS                                       |                                                                              |
| Rheinische Fachhochschule Köln gGmbH                                                                       | 1. Apr. 2021      | 31. März 2029    | ZEvA                                        |                                                                              |
| Rheinland-Pfälzische Technische Universität Kaiserslautern-Landau                                          | 6. Juli 2021      | 30. Sep. 2029    | ZEvA                                        |                                                                              |
| Ruprecht-Karls-Universität Heidelberg                                                                      | 30. Sep. 2014     | 30. Sep. 2028    | ACQUIN                                      |                                                                              |
| RWTH Aachen                                                                                                | 14. Sep. 2018     | 30. Sep. 2032    | aaq                                         |                                                                              |
| SRH Fernhochschule – The Mobile University                                                                 | 9. Juli 2019      | 30. Sep. 2027    | ZEvA                                        |                                                                              |
| SRH Hochschule Berlin                                                                                      | 9. Juli 2019      | 30. Sep. 2027    | ZEvA                                        |                                                                              |
| SRH Hochschule für Gesundheit                                                                              | 1. März 2023      | 28. Feb. 2031    | ZEvA                                        |                                                                              |
| SRH University of Applied Sciences Heidelberg                                                              | 9. Juli 2019      | 30. Sep. 2027    | ZEvA                                        | vormals: SRH Hochschule Heidelberg – Staatlich anerkannte Fachhochschule     |
| SRH Hochschule in Nordrhein-Westfalen                                                                      | 1. Sep. 2021      | 31. Aug. 2029    | ZEvA                                        |                                                                              |
| Steinbeis-Hochschule Berlin                                                                                | 5. Apr. 2019      | 30. Sep. 2025    | FIBAA                                       |                                                                              |
| Technische Hochschule Deggendorf                                                                           | 9. Sep. 2020      | 30. Sep. 2026    | ASIIN                                       |                                                                              |
| Technische Hochschule Ingolstadt                                                                           | 4. Dez. 2015      | 30. Sep. 2030    | FIBAA                                       | Begutachtung bei Reakkreditierung durch ASIIN (ab 1. Okt. 2022)              |
| Technische Hochschule Köln                                                                                 | 7. Dez. 2020      | 30. Sep. 2027    | AQAS                                        |                                                                              |
| Technische Hochschule Nürnberg Georg Simon Ohm                                                             | 11. Okt. 2019     | 30. Sep. 2026    | ASIIN                                       |                                                                              |
| Technische Hochschule Wildau                                                                               | 31. März 2015     | 30. Sep. 2029    | ACQUIN                                      |                                                                              |
| Technische Universität Berlin                                                                              | 6. Juli 2021      | 30. Sep. 2027    | ZEvA                                        |                                                                              |
| Technische Universität Chemnitz                                                                            | 1. Apr. 2022      | 31. März 2030    | ASIIN                                       |                                                                              |
| Technische Universität Darmstadt                                                                           | 24. März 2017     | 30. Sep. 2031    | aaq                                         |                                                                              |
| Technische Universität Dortmund                                                                            | 1. Okt. 2022      | 30. Sep. 2030    | ASIIN                                       |                                                                              |
| Technische Universität Dresden                                                                             | 31. März 2015     | 30. Sep. 2029    | ACQUIN                                      |                                                                              |
| Technische Universität Ilmenau                                                                             | 30. März 2012     | 30. Sep. 2026    | ACQUIN                                      |                                                                              |
| Technische Universität Kaiserslautern                                                                      | 29. Sep. 2015     | 30. Sep. 2029    | ACQUIN                                      |                                                                              |
| Technische Universität München                                                                             | 14. Mai 2014      | 30. Sep. 2028    | aaq                                         |                                                                              |
| Universität Bayreuth                                                                                       | 31. März 2016     | 30. Sep. 2030    | ACQUIN                                      |                                                                              |
| Universität Bielefeld                                                                                      | 1. Okt. 2021      | 30. Sep. 2029    | aaq                                         |                                                                              |
| Universität Bremen                                                                                         | 16. Sep. 2016     | 30. Sep. 2030    | aaq                                         |                                                                              |
| Universität des Saarlandes                                                                                 | 27. Sep. 2012     | 30. Sep. 2026    | ACQUIN                                      |                                                                              |
| Universität Duisburg-Essen                                                                                 | 27. Sep. 2016     | 30. Sep. 2030    | ACQUIN                                      |                                                                              |
| Universität Erfurt                                                                                         | 27. Sep. 2021     | 30. Sep. 2027    | ACQUIN                                      |                                                                              |
| Universität Greifswald                                                                                     | 14. Sep. 2015     | 30. Sep. 2029    | AQAS                                        |                                                                              |
| Universität Hamburg                                                                                        | 4. Juli 2017      | 30. Sep. 2029    | ACQUIN                                      |                                                                              |
| Universität Hohenheim                                                                                      | 1. Okt. 2020      | 30. Sep. 2028    | ACQUIN                                      |                                                                              |
| Universität Koblenz                                                                                        | 6. Juli 2021      | 30. Sep. 2027    | ZEvA                                        | vormals: Universität Koblenz-Landau                                          |
| Universität Konstanz                                                                                       | 2. Okt. 2014      | 31. Okt. 2028    | aaq                                         |                                                                              |
| Universität Leipzig                                                                                        | 10. Juli 2018     | 30. Sep. 2024    | ZEvA                                        |                                                                              |
| Universität Passau                                                                                         | 1. Apr. 2024      | 31. März 2032    | ACQUIN                                      |                                                                              |
| Universität Potsdam                                                                                        | 27. März 2012     | 30. Sep. 2027    | ACQUIN                                      |                                                                              |
| Universität Regensburg                                                                                     | 31. März 2015     | 30. Sep. 2030    | ACQUIN                                      |                                                                              |
| Universität Rostock                                                                                        | 19. März 2018     | 30. Sep. 2032    | AQAS                                        |                                                                              |
| Universität Siegen                                                                                         | 17. Sep. 2017     | 30. Sep. 2027    | aaq                                         | anfangs vorläufig akkreditiert; Erstakkreditierung ab 20. Dez. 2020          |
| Universität Stuttgart                                                                                      | 27. Sep. 2012     | 30. Sep. 2027    | aaq                                         |                                                                              |
| Universität Trier                                                                                          | 19. Aug. 2019     | 30. Sep. 2025    | AQAS                                        |                                                                              |
| Universität Ulm                                                                                            | 1. Okt. 2020      | 30. Sep. 2028    | ZEvA                                        |                                                                              |
| Universität zu Köln                                                                                        | 1. Okt. 2023      | 30. Sep. 2031    | aaq                                         |                                                                              |
| University of Europe for Applied Sciences                                                                  | 26. Feb. 2021     | 31. März 2027    | FIBAA                                       |                                                                              |
| WHU – Otto Beisheim School of Management                                                                   | 30. Mai 2012      | 30. Sep. 2026    | FIBAA                                       |                                                                              |
| Wilhelm Büchner Hochschule – Private Fernhochschule Darmstadt                                              | 1. Okt. 2023      | 30. Sep. 2031    | ACQUIN                                      |                                                                              |
| Zeppelin Universität – Hochschule zwischen Wirtschaft, Kultur und Politik                                  | 24. Sep. 2013     | 30. Sep. 2027    | ACQUIN                                      | Begutachtung bei Reakkreditierung durch evalag (ab 1. Okt. 2019)             |

### Abkürzungen der Agenturen
| Abkürzung  | Name |
| ---------- | --- |
| aaq        | Schweizerische Agentur für Akkreditierung und Qualitätssicherung                                                                |
| ACQUIN     | Akkreditierungs-, Certifizierungs- und Qualitätssicherungs-Institut                                                             |
| AHPGS      | Akkreditierungsagentur für Studiengänge im Bereich Gesundheit und Soziales                                                      |
| AQ Austria | Agentur für Qualitätssicherung und Akkreditierung Austria                                                                       |
| AQAS       | Agentur für Qualitätssicherung durch Akkreditierung von Studiengängen                                                           |
| ASIIN      | Akkreditierungsagentur für Studiengänge der Ingenieurwissenschaften, der Informatik, der Naturwissenschaften und der Mathematik |
| evalag     | Evaluationsagentur Baden-Württemberg                                                                                            |
| FIBAA      | Foundation for International Business Administration Accreditation                                                              |
| ZEvA       | Zentrale Evaluations- und Akkreditierungsagentur Hannover                                                                       |